# キングダム ハーツIV
『キングダム ハーツIV』（キングダム ハーツ フォー、KINGDOM HEARTS IV、略称: KHIV）は、スクウェア・エニックスより発売予定のゲームソフト。「キングダム ハーツ シリーズ」の一作。

## 概要
2022年4月10日に「キングダム ハーツ シリーズ」の20周年を記念して渋谷ヒカリエで開催された「KINGDOM HEARTS 20th ANNIVERSARY EVENT」にて『キングダム ハーツ ミッシングリンク』と共に発表された。
前作『キングダム ハーツIII』で完結したダークシーカー編に続くロストマスター編の第1作となる。